# Желязно
Желя́зно (болг. Желязно) — село в Пловдивській області Болгарії. Входить до складу общини Мариця.

## Населення
За даними перепису населення 2011 року у селі проживала 361 особа.
Національний склад населення села:
| Національність   | Кількість осіб | Відсоток |
| ---------------- | -------------- | -------- |
| болгари          | 299            | 91,4%    |
| турки            | 23             | 7,0%     |
| цигани           | 3              | 0,9%     |
| Всього відповіли | 327            |          |

Розподіл населення за віком у 2011 році:
Динаміка населення: